# Helina pandellei
Helina pandellei este o specie de muște din genul Helina, familia Muscidae. A fost descrisă pentru prima dată de Villeneuve în anul 1922. Conform Catalogue of Life specia Helina pandellei nu are subspecii cunoscute.